# Agathis microstachya
Agathis microstachya é uma espécie de conífera da família Araucariaceae.
Apenas pode ser encontrada na Austrália.
Esta espécie está ameaçada por perda de habitat.